# Nitrosylklorid
Nitrosylklorid är en kemisk förening med formeln NOCl. Ämnet är en gul gas vid STP och påträffas oftast som en av nedbrytningsprodukterna av kungsvatten, en blandning av saltsyra och salpetersyra. De relaterade nitrosylhaliderna nitrosylfluorid (NOF) och nitrosylbromid (NOBr) är också kända.

## Struktur
Trots att dess formel skrivs NOCl, beskriver formeln ONCl strukturen bättre. Det finns en dubbelbindning mellan N och O (bindningslängd = 1,14 Å eller 114 pm) och en enkelbindning mellan N och Cl (bindningslängd = 1,98 Å eller 198 pm). Bindningsvinkeln O-N-Cl är 113°.

## Tillverkning
Nitrosylklorid kan beredas genom att direkt kombinera klorgas (Cl2) och kväveoxid (NO) enligt följande reaktion:
{\displaystyle {\rm {Cl_{2}+2\ NO\rightarrow 2\ NOCl}}}
Ett annat sätt är att låta nitrosylsvavelsyra (NOHSO4) och saltsyra (HCl) reagera och bilda nitrosylklorid (NOCl) och svavelsyra (H2SO4) enligt följande reaktion:
{\displaystyle {\rm {NOHSO_{4}+HCl\rightarrow NOCl+H_{2}SO_{4}}}}
Ett tredje sätt är att låta salpetersyra och saltsyra reagera och bilda klorgas (Cl2), vatten (H2O) och nitrosylklorid (NOCl) enligt följande reaktion:
{\displaystyle {\rm {HNO_{3}+3\ HCl\rightarrow Cl_{2}+2\ H_{2}O+NOCl}}}
Trots att denna blandning länge har använts för att lösa upp guld, beskrevs inte gasen förrän år 1831 av Edmund Davy.

## Reaktioner
- Nitrosylklorid reagerar med halidacceptorer för att bilda nitrosylkatjonen, [NO]+. Ett exempel på detta är nitrosyltetrafluorborat (NOBF4), tetrafluorborsyrans nitrosoniumsalt.
- Nitrosylklorid (NOCl) reagerar med vatten (H2O) för att bilda saltsyra (HCl).
- Upphettas nitrosylklorid över 100 °C återskänks klorgas (Cl2) och kväveoxid (NO).
- I organisk syntes används ofta nitrosylklorid (NOCl). Ämnet genomgår en additionsreaktion med alkener för att bilda α-kloroximer.
- Nitrosylklorid (NOCl) fotolyseras till kväveoxid (NO) och en klorradikal (Cl·).

## Säkerhet
Nitrosylklorid är väldigt giftigt och irriterande för lungor, ögon och hud.